# Michael Phair
Pour les articles homonymes, voir Phair.
Michael Albert Phair (né en août 1950) est un homme politique canadien d'Edmonton en Alberta. Il est conseiller municipal au conseil d'Edmonton de 1992 à 2007 et le premier homme politique ouvertement gay élu dans la province de l'Alberta,.

## Biographie
Né à Loyal dans le Wisconsin, Phair est, avec 56 autres hommes, arrêté par l'escouade de la moralité du Service de policie d'Edmonton (en) dans un sauna gay Pisces en 1981. Reconnu coupable, il fait appel et son casier judiciaire est effacé,.
Le raid du Pisces contribue à l'activisme de Phair à venir en aide à des groupes communaitres de la communauté LGTB d'Edmonton, dont l'établissement d'un réseau sur le SIDA en 1984 et connu maintenant sous le nom de HIV Edmonton,. Travaillant avec Maureen Irwin (en), ils contribuent à l'organisation de la première parade gay sous l'instigation d'Edmonton Pride (en) tôt durant les années 1990.
Suivant sa retraite de la vie politique, Phair continue à s'impliquer dans la communauté entre autres en servant au conseil d'administration d'Edmonton Pride et en tant que membre fondateur du Edmonton Queer History Project (en),.
Phair est aussi enseignant adjoint de l'Institute for Sexual Minority Studies and Services (iSMSS) pour la faculté de l'Éducation de l'Université de l'Alberta,.

## Récompenses et honneurs
En juin 2015, le Edmonton Public Schools (en) honore Phair en donnant son nom à une nouvelle école secondaire en raison de son implication dans HIV Edmonton. L'école ouvre ses portes en 2017 dans le quartier Webber Greens (en),,.

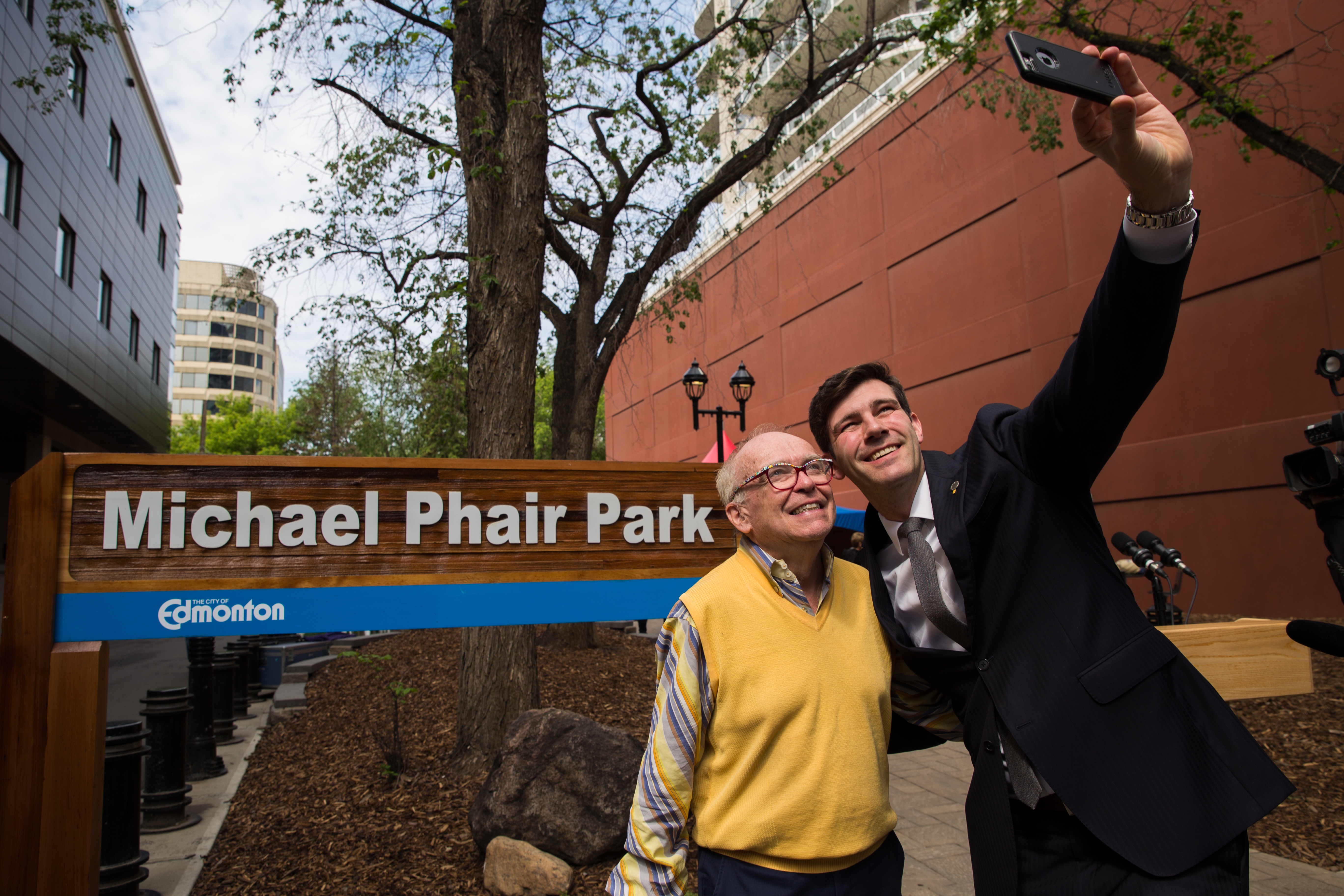
Phair (à gauche) avec Don Iveson, maire d'Edmonton, en 2016

En février 2016, Phair est nommé président du conseil des gouverneurs de l'Université de l'Alberta. En août 2019, il est remplacé par Kate Chisholm par le gouvernement conservateur provincial.
Également en 2016, un petit parc d'Edmonton est nommé Michael Phair Park en reconnaissance de ses nombreuses années de services pour la ville en tant que conseiller municipal. Le parc est situé sur la 104e rue tout près au nord de Jasper Avenue (en).
Phair reçoit aussi un doctorat honorifique en droit de l'université de l'Alberta en juin 2022.
Également en 2022, il est nommé chancelier du St. Stephen's College de l'université de l'Alberta.